# Paropioxys occidentalis
Paropioxys occidentalis är en insektsart som beskrevs av Schmidt 1911. Paropioxys occidentalis ingår i släktet Paropioxys och familjen Eurybrachidae. Inga underarter finns listade i Catalogue of Life.